# خوسيه سالازار لوبيز
خوسيه سالازار لوبيز (بالإسبانية: José Salazar López)‏ هو كاهن كاثوليكي مكسيكي، ولد في 12 يناير 1910 في Ameca, Jalisco ‏ في المكسيك، وتوفي في 9 يوليو 1991 في غوادالاخارا في المكسيك.